# Sáo đá đuôi hung
Sturnia malabarica là một loài chim trong họ Sturnidae.